# Conservatoire à rayonnement régional de Paris
Ne doit pas être confondu avec Conservatoire national supérieur de musique et de danse de Paris.
Pour les articles homonymes, voir Conservatoire de Paris (homonymie).
Le conservatoire à rayonnement régional de Paris Ida-Rubinstein ou simplement CRR de Paris est un conservatoire à rayonnement régional (CRR), établissement français d'enseignement artistique agréé et contrôlé par l'État (Direction générale de la Création artistique du ministère de la Culture et de la Communication), représenté par la direction régionale des Affaires culturelles (DRAC). Il propose trois spécialités : musique, art dramatique et chorégraphie. Il est situé dans le 8e arrondissement de Paris.

## Historique
Le conservatoire national de région (CNR) de Paris est fondé en 1978 par Olivier Alain. Il le dirige jusqu'en 1985. Jacques Taddei assure la fonction de 1987 à 2005, ainsi que Xavier Delette de 2005 à 2021. Depuis 2022, il est dirigé par Benoît Girault.
Après avoir pris le nom de conservatoire supérieur de Paris sous la direction de Jacques Taddei, il prend en 2007 le nom de conservatoire à rayonnement régional de Paris.
Il est rebaptisé en 2024 conservatoire à rayonnement régional de Paris Ida Rubinstein en hommage à la danseuse du même nom.

## Le CRR aujourd'hui
Le conservatoire est un établissement de la Ville de Paris.
Il accueille 1 700 étudiants (1 500 en musique) encadrés par 240 enseignants et une équipe administrative et technique de 40 personnes.
Ce site est desservi par les stations de métro Europe, Saint-Lazare et Saint-Augustin.

### Diplômes délivrés
Le conservatoire décerne un certificat d'études musicales, un certificat d'études théâtrales et un certificat d'études chorégraphiques, ainsi que les diplômes d’études chorégraphiques, théâtrales et musicales.

### Enseignement
Dans le domaine musical, le conservatoire délivre un enseignement concernant les cordes (violon, alto, violoncelle, contrebasse), les bois (flûte, hautbois, basson, saxophone, clarinette), les cuivres (cor, trompette, trombone, tuba) ainsi que les instruments polyphoniques (piano, accordéon, guitare, harpe, orgue, percussions). Des classes de chant, d'écriture et de composition musicales, ainsi que des cours de musiques anciennes et de jazz sont également organisés. Une classe de composition électroacoustique et création sonore y est ouverte en 2007 où sont enseignés musique mixte et art acousmatique, dans le bâtiment même (anciens locaux du Conservatoire national supérieur de musique de Paris jusqu'en 1990) où Pierre Schaeffer fondait en 1968 une classe de musique fondamentale et appliquée à l'audiovisuel.
Les premières classes de danse ont été créées en 1978. La danse contemporaine a été ajoutée au cursus en 1994 et la danse jazz en 2007. Le département danses est installé dans le 18e arrondissement, au 8 rue Véron.
L'art dramatique est abordé par des ateliers d'interprétation, de travail vocal et d’improvisation.
En 2002, Laurence Equilbey fonde le Département Supérieur pour Jeunes Chanteurs au CRR de Paris. Au sein de ce département, les chanteurs en formation constituent le Jeune Chœur de Paris. Le chœur se consacre à un large répertoire vocal et collabore avec d’autres formations musicales comme l’Ensemble Cairn ou Insula Orchestra. En 2008, le Jeune Chœur de Paris est lauréat du Prix Liliane Bettencourt pour le chant choral, décerné en partenariat avec l’Académie des beaux-arts. 
En 2007, le CRR de Paris ouvre sa porte aux étudiants pour un nouveau titre de Pôle supérieur d’enseignement artistique qui aboutit au DNSPM (diplôme national supérieur professionnel de musicien) et au DNSPC (diplôme national supérieur professionnel de comédien) délivrés par le ministère de la Culture.

### Partenariats
Le conservatoire, en partenariat avec l’Éducation nationale, s’inscrit dans un cycle de classes à horaires aménagés. L'école primaire Robert-Estienne, les collèges Octave-Gréard, La Fontaine et Lamartine ainsi que les lycées La Fontaine, Lamartine, Racine, Georges-Brassens et Abbé-Grégoire participent à ce programme,.
L'enseignement du théâtre se fait en partenariat entre le conservatoire, l'ESAD et les conservatoires municipaux d'arrondissements.

## Annexes

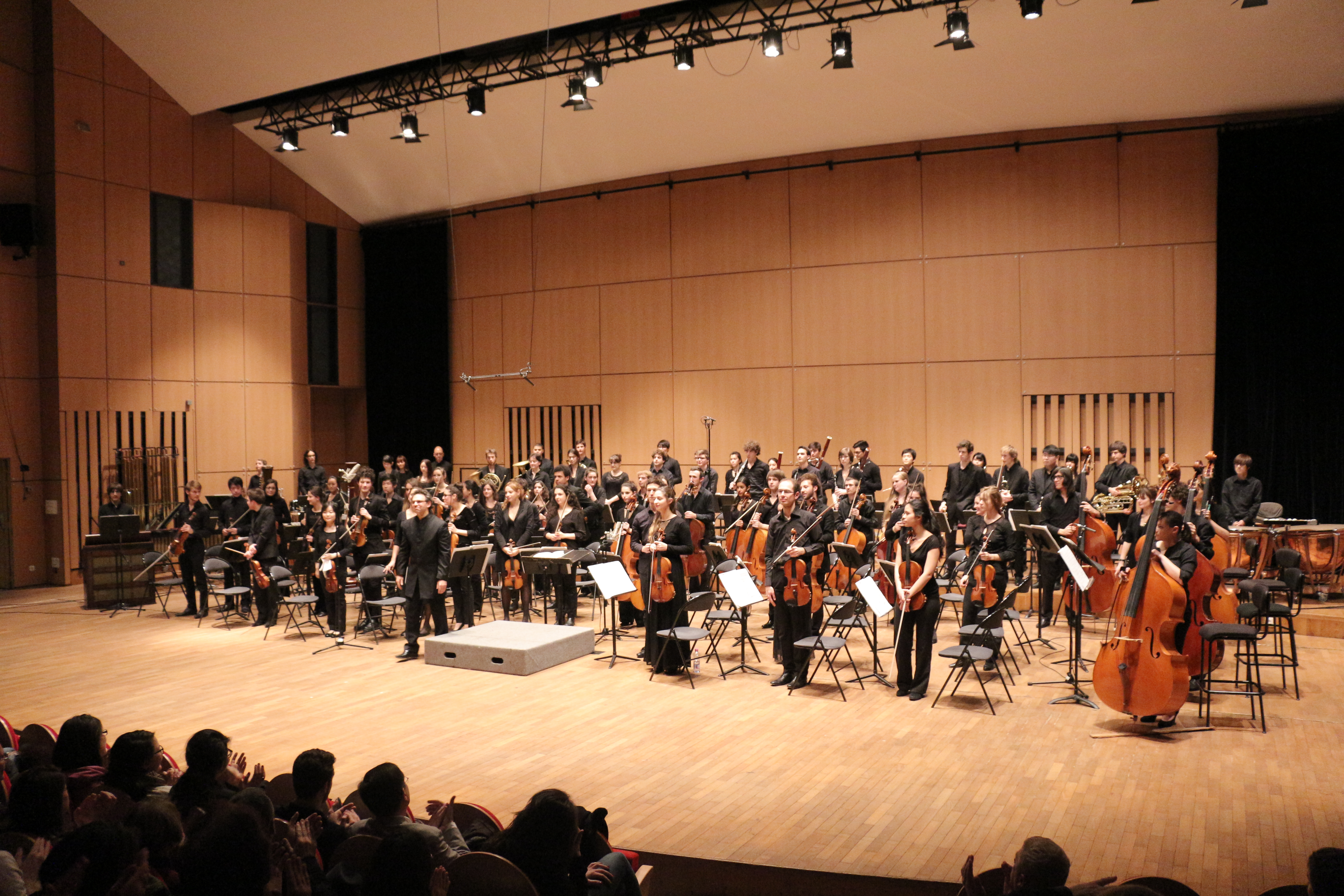
Orchestre symphonique du Conservatoire.
Auditorium Marcel Landowski (400 places)